# Ospringe
Ospringe is een civil parish in het bestuurlijke gebied Swale, in het Engelse graafschap Kent met 771 inwoners.